# Denise Herrmann-Wick
Pour les articles homonymes, voir Herrmann.
Denise Herrmann, née le 20 décembre 1988 à Bad Schlema, est une fondeuse et biathlète allemande. Après une première partie de carrière en ski de fond avec des performances en sprint, elle annonce en avril 2016 sa volonté de poursuivre sa carrière sportive en biathlon.
En biathlon, elle remporte ses deux premières victoires en Coupe du monde les 1er et 3 décembre 2017 à Östersund en gagnant le sprint puis la poursuite. Elle est sacrée championne du monde de la poursuite le 10 mars 2019 à Östersund. Lors de la saison 2019-2020, elle s'affirme comme la meilleure biathlète allemande et remporte son premier trophée de cristal : le petit globe du sprint. Le 7 février 2022, elle obtient la médaille d'or de l'individuel aux Jeux olympiques de Pékin. Elle prend sa retraite sportive au terme de la saison 2022-2023.

## Biographie

### Carrière dans le ski de fond
Elle commence sa carrière en tant que fondeuse avec le club d'Oberwiesenthal. Après des débuts en course FIS en 2004, Hermmann obtient sa première récompense internationale au Festival olympique de la jeunesse européenne en 2005 à Monthey, où elle gagne le 7,5 kilomètres libre. Elle remporte la médaille de bronze aux Championnats du monde junior 2007 sur le sprint. Cette année, elle finit aussi deuxième du classement général du circuit continental de la Coupe OPA.
En novembre 2007, Denise Herrmann a été suspendue un an après avoir été contrôlée positive au clenbutérol.
En 2010, elle est médaillée d'argent au championnat du monde des moins de 23 ans à Hinterzarten sur le sprint libre derrière Mari Laukkanen. Lors de la même saison, elle inscrit ses premiers points dans la Coupe du monde avec une 28e place sur le sprint libre de Prague sur le Tour de ski. Un an plus tard, elle signe son premier top dix sur le prologue du Tour de ski à Oberhof. Lors de l'édition suivante, elle en profite pour rallier sa première finale dans un sprint dans l'élite, finissant quatrième à Toblach.
En décembre 2012, elle monte sur son premier podium en Coupe du monde à l'occasion du sprint par équipes de Québec, avec Hanna Kolb.
La saison 2013-2014, commence pour elle par un premier podium en course à étapes avec la troisième place du sprint de Kuusamo. Elle confirme sa place dans l'élite du sprint avec une troisième place au sprint libre de Davos. Après deux nouveaux podiums, elle termine à la deuxième place du classement du sprint derrière Kikkan Randall. Durant cet hiver, Herrmann a participé à ses premiers Jeux olympiques à Sotchi, atteignant les demi-finales en sprint (8e) et obtenant la médaille de bronze lors du relais (finisseuse) avec Stefanie Böhler, Nicole Fessel et Claudia Nystad.
Son ultime podium international est obtenu aux Championnats du monde militaires en 2015 à Boden, où elle finit deuxième au dix kilomètres libre, un an après sa victoire à Sodankylä dans la même épreuve. Cet hiver, elle s'est classée notamment huitième du Tour de ski et quatrième du sprint par équipes aux Championnats du monde à Falun.

### Reconversion dans le biathlon et championne olympique 2022
En 2017, elle se tourne vers le biathlon, et se fait rapidement remarquer par sa puissance sur les skis, tout en progressant au tir. Elle remporte ses deux premières victoires en Coupe du monde dès le début de la saison 2017-2018 en s'imposant dans le sprint et la poursuite d'Östersund les 1er et 3 décembre 2017 puis participe à ses deuxièmes Jeux Olympiques à PyeongChang avec l'équipe allemande de biathlon, où son meilleur résultat est une 6e place dans la poursuite. Lors de l'hiver 2018-2019, Denise Hermann s'adjuge une nouvelle victoire en Coupe du monde en gagnant la poursuite de Soldier Hollow trois semaines avant de devenir le 10 mars championne du monde de la discipline à Östersund : malgré deux erreurs sur son 3e tir, elle signe le meilleur temps à ski et devance Tiril Eckhoff (2e) et Laura Dahlmeier (3e) de 31 secondes. Elle est également médaillée d'argent du relais mixte dans ces Mondiaux, avec Vanessa Hinz, Arnd Peiffer et Benedikt Doll derrière la Norvège et devant l'Italie. Elle prend pour finir la médaille de bronze de la mass-start gagnée le 17 mars par Dorothea Wierer.
Elle est encore la meilleure biathlète allemande de la saison 2019-2020 : elle s"adjuge deux médailles d'argent lors des championnats du monde (dans la poursuite et le relais dames avec Karolin Horchler, Vanessa Hinz et Franziska Preuß, où elle est la dernière relayeuse et l'artisane de la deuxième place derrière la Norvège), et est la seule de son pays à remporter des victoires individuelles : l'individuel de Pokljuka le 24 janvier, le sprint de Nové Město le 5 mars et le sprint de Kontiolahti le 13 mars.
Huit ans après sa médaille de bronze gagnée en ski de fond avec le relais allemand, Denise Herrmann est sacrée championne olympique de l'individuel 15 km, le 7 février 2022 à Pékin. Avec un 19 sur 20 au tir et le troisième meilleur temps à ski (la plus rapide est Marte Olsbu Røiseland mais elle commet deux fautes pour deux minutes de pénalité et termine médaillée de bronze), elle passe la ligne d'arrivée 9 secondes devant Anaïs Chevalier-Bouchet, une faute comme elle. Après Anfisa Reztsova (maman de la biathlète Kristina Reztsova), Denise Hermann est la deuxième athlète à monter sur le podium en ski de fond puis en biathlon aux Jeux olympiques.
Elle arrête sa carrière à l'issue de la dernière étape de la coupe du monde 2022-2023 disputée à Oslo-Holmenkollen.

### Vie personnelle
Elle vit à Ruhpolding, comme sa sœur Nadine, aussi fondeuse. En septembre 2022, elle se marie à l'ancien fondeur allemand Thomas Wick, qui a mis un terme à sa carrière en mars 2020. Elle commence la saison 2022-2023 de biathlon avec le nom Herrmann-Wick.

## Palmarès en biathlon

### Jeux olympiques
| Épreuve / Édition                | Individuel                     | Sprint | Poursuite | Départ en masse | Relais                              | Relais mixte |
| Jeux olympiques 2018 Pyeongchang | —                              | 21e    | 6e        | 11e             | 8e                                  | —            |
| Jeux olympiques 2022 Pékin       | Médaille d'or, Jeux olympiques | 22e    | 17e       | 13e             | Médaille de bronze, Jeux olympiques | 5e           |

Légende :
- — : non disputée par Herrmann

### Championnats du monde
| Édition / Épreuve       | Individuel | Sprint               | Poursuite                | Mass start                | Relais                   | Relais mixte             | Relais mixte simple |
| ----------------------- | ---------- | -------------------- | ------------------------ | ------------------------- | ------------------------ | ------------------------ | ------------------- |
| Östersund 2019          | —          | 6e                   | Médaille d'or, monde     | Médaille de bronze, monde | 4e                       | Médaille d'argent, monde | 4e                  |
| Antholz-Anterselva 2020 | 12e        | 5e                   | Médaille d'argent, monde | 12e                       | Médaille d'argent, monde | 4e                       | —                   |
| Pokljuka 2021           | 15e        | 4e                   | 8e                       | —                         | Médaille d'argent, monde | 7e                       | —                   |
| Oberhof 2023            | 15e        | Médaille d'or, monde | Médaille d'argent, monde | 24e                       | Médaille d'argent, monde | 6e                       |                     |

Légende :
- : première place, médaille d'or
- : deuxième place, médaille d'argent
- : troisième place, médaille de bronze
- — : non disputée par Herrmann

### Coupe du monde
- Meilleur classement général : 3e en 2020.
- 45 podiums[8] :
  - 26 podiums individuels : 13 victoires, 8 deuxièmes places et 5 troisièmes places.
  - 18 podiums en relais : 4 victoires, 9 deuxièmes places et 5 troisièmes places.
  - 1 podium en relais mixte : 1 deuxième place.

Dernière mise à jour le 18 mars 2023

#### Détail des victoires
| Saison / Épreuve | Individuel | Sprint                                         | Poursuite                               | Mass start | Total |
| 2017-2018        |            | Östersund                                      | Östersund                               |            | 2     |
| 2018-2019        |            |                                                | Soldier Hollow Östersund (Ch. du monde) |            | 2     |
| 2019-2020        | Pokljuka   | Nové Město Kontiolahti                         |                                         |            | 3     |
| 2021-2022        | Pékin (JO) | Kontiolahti                                    |                                         |            | 2     |
| 2022-2023        |            | Hochfilzen Oberhof (Ch. du monde) Holmenkollen | Antholz-Anterselva                      |            | 4     |
| Total            | 2          | 7                                              | 4                                       | 0          | 13    |

#### Classements en Coupe du monde
| Saison    | Individuel | Individuel | Sprint | Sprint   | Poursuite | Poursuite | Mass start | Mass start | Général | Général  |
| Saison    | Points     | Position   | Points | Position | Points    | Position  | Points     | Position   | Points  | Position |
| --------- | ---------- | ---------- | ------ | -------- | --------- | --------- | ---------- | ---------- | ------- | -------- |
| 2016-2017 |            |            | 79     | 40e      | 35        | 52e       |            |            | 114     | 48e      |
| 2017-2018 | 19         | 40e        | 149    | 14e      | 197       | 7e        | 112        | 15e        | 477     | 12e      |
| 2018-2019 | 39         | 29e        | 170    | 15e      | 254       | 6e        | 148        | 9e         | 570     | 8e       |
| 2019-2020 | 112        | 4e         | 314    | 1re      | 155       | 5e        | 164        | 6e         | 745     | 3e       |
| 2020-2021 | 80         | 6e         | 238    | 9e       | 197       | 9e        | 106        | 14e        | 667     | 10e      |
| 2021-2022 | 48         | 9e         | 274    | 6e       | 161       | 11e       | 106        | 10e        | 589     | 6e       |
| 2022-2023 | 126        | 7e         | 400    | 1re      | 272       | 5e        | 76         | 18e        | 874     | 4e       |

## Palmarès en ski de fond

### Jeux olympiques
| Épreuve / Édition | Sprint | Sprint                           | 10 km                            | 10 km     | Skiathlon 2 × 7,5 km | 30 km | Relais | Relais                              |
| Épreuve / Édition | libre  | classique                        | libre                            | classique | Skiathlon 2 × 7,5 km | 30 km | Sprint | 4 × 5 km                            |
| JO 2014 Sotchi    | 8e     | Épreuve inexistante à cette date | Épreuve inexistante à cette date | —         | —                    | —     | 4e     | Médaille de bronze, Jeux olympiques |

Légende :
- : troisième place, médaille de bronze
- : pas d'épreuve
- — : Non disputée par Herrmann

### Championnats du monde
| Épreuve / Édition           | Sprint                           | Sprint                           | 10 km                            | 10 km                            | Poursuite / Skiathlon 2 × 7,5 km | 30 km | Relais | Relais   |
| Épreuve / Édition           | libre                            | classique                        | libre                            | classique                        | Poursuite / Skiathlon 2 × 7,5 km | 30 km | Sprint | 4 × 5 km |
| Mondiaux 2011 Oslo          | 23e                              | Épreuve inexistante à cette date | Épreuve inexistante à cette date | 43e                              | —                                | 36e   | —      | —        |
| Mondiaux 2013 Val di Fiemme | Épreuve inexistante à cette date | 10e                              | 24e                              | Épreuve inexistante à cette date | —                                | —     | 8e     | 7e       |
| Mondiaux 2015 Falun         | Épreuve inexistante à cette date | 17e                              | —                                | Épreuve inexistante à cette date | —                                | —     | 4e     | 6e       |

Légende :
- : pas d'épreuve
- — : non disputée par Herrmann

### Coupe du monde
- Meilleur classement général : 9e en 2014 et 2015.
- 3 podiums en épreuve individuelle : 2 deuxièmes places et 1 troisième place.
- 2 podiums en épreuve par équipes : 1 deuxième place et 1 troisième place.
- 3 podiums dans des étapes de tour : 1 deuxième place et 2 troisièmes places.

#### Classements par saison
| Saison / Épreuve | Saison / Épreuve | Général | Général | Distance | Distance | Sprint | Sprint |     | Tour de ski depuis 2007          | Finales depuis 2008 | Nordic Opening depuis 2011 |
| Saison / Épreuve | Saison / Épreuve | Class.  | Points  | Class.   | Points   | Class. | Points |     | Tour de ski depuis 2007          | Finales depuis 2008 | Nordic Opening depuis 2011 |
| ---------------- | ---------------- | ------- | ------- | -------- | -------- | ------ | ------ | --- | -------------------------------- | ------------------- | -------------------------- |
| 2010             | 2010             | 124e    | 3       | -        | -        | 87e    | 3      | Ab. | -                                | -                   |                            |
| 2011             | 2011             | 41e     | 139     | 44e      | 41       | 23e    | 96     | Ab. | Ab.                              | 30e                 |                            |
| 2012             | 2012             | 39e     | 192     | 41e      | 63       | 28e    | 129    | Ab. | 35e                              | 45e                 |                            |
| 2013             | 2013             | 13e     | 535     | 17e      | 250      | 11e    | 205    | 13e | 31e                              | Ab.                 |                            |
| 2014             | 2014             | 9e      | 704     | 18e      | 144      | 2e     | 496    | Ab. | 31e                              | 8e                  |                            |
| 2015             | 2015             | 9e      | 548     | 16e      | 215      | 13e    | 169    | 8e  | Épreuve inexistante à cette date | 14e                 |                            |
| 2016             | 2016             | 23e     | 399     | 29e      | 118      | 12e    | 229    | 22e | Épreuve inexistante à cette date | 29e                 |                            |
| 2017             | 2017             | 90e     | 20      | -        | -        | 54e    | 20     | -   | -                                | -                   |                            |

### Championnats du monde des moins de 23 ans
- Hinterzarten 2010 :
  -  Médaille d'argent en sprint libre.

### Championnats du monde junior
- Tarvisio 2007 :
  -  Médaille de bronze en sprint classique.

### Festival olympique de la jeunesse européenne
- Monthey 2005 :
  -  Médaille d'or sur 7,5 km libre.

### Coupe OPA
- 2e du classement général en 2007.
- 7 podiums, dont 4 victoires.

## Distinctions
En 2014, elle reçoit la Silbernes Lorbeerblatt et la Croix d'honneur des forces armées allemandes.